# جورج غراهام (لاعب كرة قدم)
جورج غراهام (1 يناير 1902 بديري في أيرلندا الشمالية - 7 أغسطس 1966 بتورونتو في أيرلندا الشمالية) هو لاعب كرة قدم كندي في مركز الهجوم. شارك مع منتخب كندا لكرة القدم. أما مع النوادي، فقد لعب مع فول ريفر ماركسمين وBrooklyn Wanderers ‏ وPhiladelphia Field Club ‏.